# 錢德勒 (密蘇里州)
錢德勒（英語：Chandler）是位於美國密蘇里州克萊縣的非建制地區。

## 歷史
帕拉代斯的郵局於1885年設立，其後於1947年停運。

## 地理
錢德勒所處的海拔為高於海平面265米（即869英呎），而該地所採用的時區為UTC-6，即北美中部時區（CST）。同時該地設有夏令時間，為UTC-6調快一小時，即UTC-5（CDT）。